# Gueorgui Gueorguiev (judoka)
Gueorgui Anguelov Gueorguiev –en búlgaro, Георги Ангелов Георгиев– (Pazardzhik, 30 de enero de 1976) es un deportista búlgaro que compitió en judo.
Participó en los Juegos Olímpicos de Atenas 2004, obteniendo una medalla de bronce en la categoría de –66 kg. Ganó tres medallas de bronce en el Campeonato Europeo de Judo entre los años 2000 y 2007.
Actualmente trabaja como entrenador en un club de judo fundado por él en su ciudad natal, Pazardzhik, llamado «Kodokan 2008».

## Palmarés internacional
| Juegos Olímpicos   | Juegos Olímpicos      | Juegos Olímpicos  | Juegos Olímpicos |
| Año                | Lugar                 | Medalla           | Categoría        |
| ------------------ | --------------------- | ----------------- | ---------------- |
| 2004               | Atenas (Grecia)       | Medalla de bronce | –66 kg           |
| Campeonato Europeo |                       |                   |                  |
| Año                | Lugar                 | Medalla           | Categoría        |
| 2000               | Breslavia (Polonia)   | Medalla de bronce | –66 kg           |
| 2003               | Düsseldorf (Alemania) | Medalla de bronce | –66 kg           |
| 2007               | Belgrado (Serbia)     | Medalla de bronce | –73 kg           |